# A battuta
A battuta – z wł., do taktu, do uderzenia, według pałeczki dyrygenta. 
Określenie używane jest w partyturze, narzuca dyrygentowi ścisłe przestrzeganie podanego przez kompozytora rytmu i oznaczenia tempa. Występuje jako określenie powrotu do wcześniejszych oznaczeń szczególnie po ad libitum oraz rubato.